# Генератор кросворда

Сітка класичного кросворду (збережена поворотна симетрія)

Генератор кросвордів — це інструмент (програмне забезпечення або онлайн-сервіс), що автоматично створює сітку кросворду на основі введених слів і визначень. Він призначений для швидкого та зручного створення кросвордів різного рівня складності без необхідності вручну проектувати їх структуру. 

## Основні функції генератора кросвордів
1. Автоматичне розміщення слів. Генератор розташовує слова у вигляді сітки (горизонтально або вертикально), оптимально використовуючи наявний простір.
2. Додавання визначень. До кожного слова можна ввести підказку, яка буде використана для розв'язання кросворду.
3. Налаштування параметрів.
  - Розмір сітки.
  - Оформлення (шрифти, кольори тощо).
  - Можливість вибору типу кросворду (наприклад, класичний, тематичний тощо).
4. Експорт результату. Збереження створеного кросворду у форматах PDF, зображення чи інтерактивної онлайн-версії[1].

## Алгоритм роботи генератора
1. Введення даних.Користувач задає список слів та їхні визначення.
2. Генерація сітки.Слова автоматично розташовуються так, щоб перетинатися (за можливості).
3. Оптимізація.Алгоритм коригує розміщення, мінімізуючи незаповнені клітинки.
4. Експорт.Готовий кросворд надається для друку чи онлайн-використання[2].

## Типи генераторів кросвордів
1. Онлайн-генератори:
  - Працюють через веб-браузер.
  - Не потребують встановлення програмного забезпечення.
  - Приклади: Puzzle Maker, Crossword Labs.
2. Програмне забезпечення:
  - Локальні програми для ПК (наприклад, Crossword Compiler).
3. Мобільні додатки:
  - Застосунки для створення кросвордів на смартфонах або планшетах.

## Методика підготовки кросворду

#### 1. Вибір теми
- Освітня мета: Визначте, для якої теми ви створюєте кросворд (наприклад, STEM, література, математика, історія тощо).
- Рівень складності: Враховуйте вік і рівень підготовки учасників.

#### 2. Формулювання списку слів
- Підберіть слова, які відповідають обраній темі. Наприклад, для теми STEM це можуть бути слова: робот, фізика, математика, алгоритм, хімія.
- Для кожного слова створіть коротке визначення, яке стане підказкою (наприклад, для слова «робот»: «Автоматизований пристрій, що виконує людські функції»).

#### 3. Використання генератора
- Перейдіть за посиланням https://childdevelop.com.ua/generator/letters/cross.html.
- Введіть список слів і визначень у відповідні поля:
  - Поле для введення словника слів.
  - Поле для введення визначень.
- Вкажіть параметри, наприклад, розмір кросворду або орієнтацію слів.

#### 4. Налаштування параметрів
- Розмір сітки: Залежить від кількості та довжини слів.
- Розташування слів: Генератор автоматично визначає оптимальне розташування, але за потреби ви можете змінити його вручну.

#### 5. Перевірка та редагування
- Після автоматичної генерації перевірте, чи всі слова та визначення коректно розміщені.
- За необхідності відредагуйте розташування або замініть слова.

#### 6. Збереження та друк
- Збережіть результат у форматі PDF або зображення для подальшого використання.
- Роздрукуйте кросворд для роздачі учням[3].